# Pretty Prairie (Kansas)
Pretty Prairie es una ciudad ubicada en el condado de Reno en el estado estadounidense de Kansas. En el año 2010 tenía una población de 680 habitantes y una densidad poblacional de 523,08 personas por km².

## Geografía
Pretty Prairie se encuentra ubicada en las coordenadas 37°46′49″N 98°1′8″O / 37.78028, -98.01889 (37.780250, -98.018879).

## Demografía
Según la Oficina del Censo en 2000 los ingresos medios por hogar en la localidad eran de $32,857 y los ingresos medios por familia eran $40,000. Los hombres tenían unos ingresos medios de $30,536 frente a los $18,125 para las mujeres. La renta per cápita para la localidad era de $18,944. Alrededor del 5.6% de la población estaban por debajo del umbral de pobreza.